# Доња Ластва
Доња Ластва је насељено мјесто у општини Тиват у Црној Гори. Према попису из 2023. било је 968 становника.
Доња Ластва је мало приобално место, у подножју брда Врмац, са архитектуром у венецијанском стилу, 4 километра западно од Тивта, на путу за Лепетане. У насељу постоји црква Светог Рока из 1903. године. Доња Ластва је насеље у које су се, нарочито од 1950. године и у последњих неколико деценија, насељавали мештани из Горње Ластве. Данас је Доња Ластва једно од туристички веома атрактивних приградских насеља града Тивта, у коме се налазе хотели Камелија и Парк.

## Демографија
У насељу Доња Ластва живи 588 пунолетних становника, а просечна старост становништва износи 41,2 година (39,7 код мушкараца и 42,6 код жена). У насељу има 276 домаћинстава, а просечан број чланова по домаћинству је 2,66.
Становништво у овом насељу веома је хетерогено.
|  |

| Демографија | Демографија | Демографија |
| Година      | Становника  | Становника  |
| ----------- | ----------- | ----------- |
|             |             |             |
|             |             |             |
|             |             |             |
|             |             |             |
| 1948.       | 535         |             |
| 1953.       | 587         |             |
| 1961.       | 604         |             |
| 1971.       | 664         |             |
| 1981.       | 674         |             |
| 1991.       | 634         | 624         |
| 2003.       | 765         | 733         |
|             |             |             |

| Етнички састав према попису из 2003.‍ | Етнички састав према попису из 2003.‍ | Етнички састав према попису из 2003.‍ | Етнички састав према попису из 2003.‍ | Етнички састав према попису из 2003.‍ |
| ------------------------------------ | ------------------------------------ | ------------------------------------ | ------------------------------------ | ------------------------------------ |
|                                      |                                      |                                      |                                      |                                      |
| Хрвати                               | Хрвати                               |                                      | 362                                  | 49,38%                               |
| Црногорци                            | Црногорци                            |                                      | 187                                  | 25,51%                               |
| Срби                                 | Срби                                 |                                      | 136                                  | 18,55%                               |
| Словенци                             | Словенци                             |                                      | 5                                    | 0,68%                                |
| Муслимани                            | Муслимани                            |                                      | 5                                    | 0,68%                                |
| Мађари                               | Мађари                               |                                      | 4                                    | 0,54%                                |
| Југословени                          | Југословени                          |                                      | 2                                    | 0,27%                                |
| Македонци                            | Македонци                            |                                      | 1                                    | 0,13%                                |
| Италијани                            | Италијани                            |                                      | 1                                    | 0,13%                                |
| непознато                            | непознато                            |                                      | 1                                    | 0,13%                                |

| Година пописа     | 1948. | 1953. | 1961. | 1971. | 1981. | 1991. | 2003. |
| ----------------- | ----- | ----- | ----- | ----- | ----- | ----- | ----- |
| Број домаћинстава | 159   | 159   | 191   | 197   | 204   | 215   | 285   |

| Број чланова      | 1   | 2  | 3  | 4  | 5  | 6  | 7 | 8 | 9 | 10 и више | Просек |
| ----------------- | --- | -- | -- | -- | -- | -- | - | - | - | --------- | ------ |
| Број домаћинстава | 276 | 78 | 67 | 51 | 49 | 22 | 6 | 1 | 1 | 0         | 1      |

| Пол    | Укупно | Неожењен/Неудата | Ожењен/Удата | Удовац/Удовица | Разведен/Разведена | Непознато |
| ------ | ------ | ---------------- | ------------ | -------------- | ------------------ | --------- |
| Мушки  | 284    | 88               | 175          | 12             | 9                  | 0         |
| Женски | 332    | 74               | 179          | 62             | 16                 | 1         |
| УКУПНО | 616    | 162              | 354          | 74             | 25                 | 1         |

| Пол    | Укупно                    | Пољопривреда, лов и шумарство | Рибарство                            | Вађење руде и камена | Прерађивачка индустрија       |
| ------ | ------------------------- | ----------------------------- | ------------------------------------ | -------------------- | ----------------------------- |
| Мушки  | 108                       | 0                             | 0                                    | 1                    | 12                            |
| Женски | 83                        | 0                             | 0                                    | 1                    | 9                             |
| УКУПНО | 191                       | 0                             | 0                                    | 2                    | 21                            |
| Пол    | Производња и снабдевање   | Грађевинарство                | Трговина                             | Хотели и ресторани   | Саобраћај, складиштење и везе |
| Мушки  | 2                         | 3                             | 13                                   | 6                    | 6                             |
| Женски | 1                         | 0                             | 21                                   | 8                    | 7                             |
| УКУПНО | 3                         | 3                             | 34                                   | 14                   | 13                            |
| Пол    | Финансијско посредовање   | Некретнине                    | Државна управа и одбрана             | Образовање           | Здравствени и социјални рад   |
| Мушки  | 0                         | 1                             | 52                                   | 2                    | 3                             |
| Женски | 0                         | 1                             | 14                                   | 9                    | 9                             |
| УКУПНО | 0                         | 2                             | 66                                   | 11                   | 12                            |
| Пол    | Остале услужне активности | Приватна домаћинства          | Екстериторијалне организације и тела | Непознато            | Непознато                     |
| Мушки  | 6                         | 0                             | 0                                    | 1                    | 1                             |
| Женски | 2                         | 0                             | 0                                    | 1                    | 1                             |
| УКУПНО | 8                         | 0                             | 0                                    | 2                    | 2                             |